# Флойд (Нью-Мексико)
Флойд (англ. Floyd) — селище (англ. village) в США, в окрузі Рузвельт штату Нью-Мексико. Населення — 86 осіб (2020).

## Географія
Флойд розташований за координатами 34°13′43″ пн. ш. 103°34′34″ зх. д. / 34.22861° пн. ш. 103.57611° зх. д. (34.228694, -103.576111).  За даними Бюро перепису населення США в 2010 році селище мало площу 8,01 км², з яких 8,01 км² — суходіл та 0,00 км² — водойми.

## Демографія
Згідно з переписом 2010 року, у селищі мешкали 133 особи в 44 домогосподарствах у складі 33 родин. Густота населення становила 17 осіб/км².  Було 51 помешкання (6/км²).
Расовий склад населення:
| - 82,0 % — білих - 18,0 % — осіб інших рас |

До двох чи більше рас належало 0,0 %. Частка іспаномовних становила 42,1 % від усіх жителів.
За віковим діапазоном населення розподілялося таким чином: 37,6 % — особи молодші 18 років, 50,4 % — особи у віці 18—64 років, 12,0 % — особи у віці 65 років та старші. Медіана віку мешканця становила 28,8 року. На 100 осіб жіночої статі у селищі припадало 92,8 чоловіків;  на 100 жінок у віці від 18 років та старших — 88,6 чоловіків також старших 18 років.
Середній дохід на одне домашнє господарство  становив 51 509 доларів США (медіана — 35 833), а середній дохід на одну сім'ю — 52 363 долари (медіана — 35 833). За межею бідності перебувало 20,7 % осіб, у тому числі 45,5 % дітей у віці до 18 років та 4,2 % осіб у віці 65 років та старших.
Цивільне працевлаштоване населення становило 61 осіб. Основні галузі зайнятості: освіта, охорона здоров'я та соціальна допомога — 39,3 %, сільське господарство, лісництво, риболовля — 16,4 %, публічна адміністрація — 11,5 %, мистецтво, розваги та відпочинок — 8,2 %.